# Station Heeze
Station Heeze is een spoorwegstation in het Noord-Brabantse Heeze aan de spoorlijn Eindhoven - Weert. Het station werd geopend op 1 mei 1977 en verving het ongeveer een kilometer verderop gelegen oude station Heeze-Leende uit 1913. Het treinverkeer wordt verzorgd door de NS, het busvervoer door Hermes.

## Voorzieningen
Het station heeft een wachtruimte en een kaartautomaat. Voor fietsers zijn er fietskluizen en twee onbewaakte fietsenstallingen aanwezig, en een selfservice OV-fiets-huurlocatie. Voor automobilisten is er parkeergelegenheid. Voor gehandicapten zijn er geleidelijnen en hellingbanen.

## Verbindingen
De volgende treinseries halteren in de dienstregeling 2025 te Heeze:
| Serie | Treinsoort    | Route                                                                 | Bijzonderheden |
| ----- | ------------- | --------------------------------------------------------------------- | --- |
| 6400  | Sprinter (NS) | Tilburg Universiteit – Tilburg – Eindhoven Centraal – (Heeze – Weert) | Rijdt tussen 20:00 en 22:00 uur en op zondag 1x/uur tussen Eindhoven Centraal en Weert. Rijdt na 22:00 uur 1x/uur op het hele traject. |

Vanaf het station rijden er buurtbussen onder andere naar Weert, Sterksel, Someren, Deurne en Geldrop. In het weekend en 's avonds rijden deze bussen niet.

## Ontwikkeling aantal reizigers
Het aantal door NS vervoerde reizigers (per gemiddelde werkdag) ontwikkelde zich sedert 2019 als volgt:
| Jaar | Aantal reizigers |
| ---- | ---------------- |
| 2019 | 1.700            |
| 2020 | 768              |
| 2021 | 852              |
| 2022 | 1.224            |
| 2023 | 1.362            |
| 2024 | 1.399            |

## Afbeeldingen

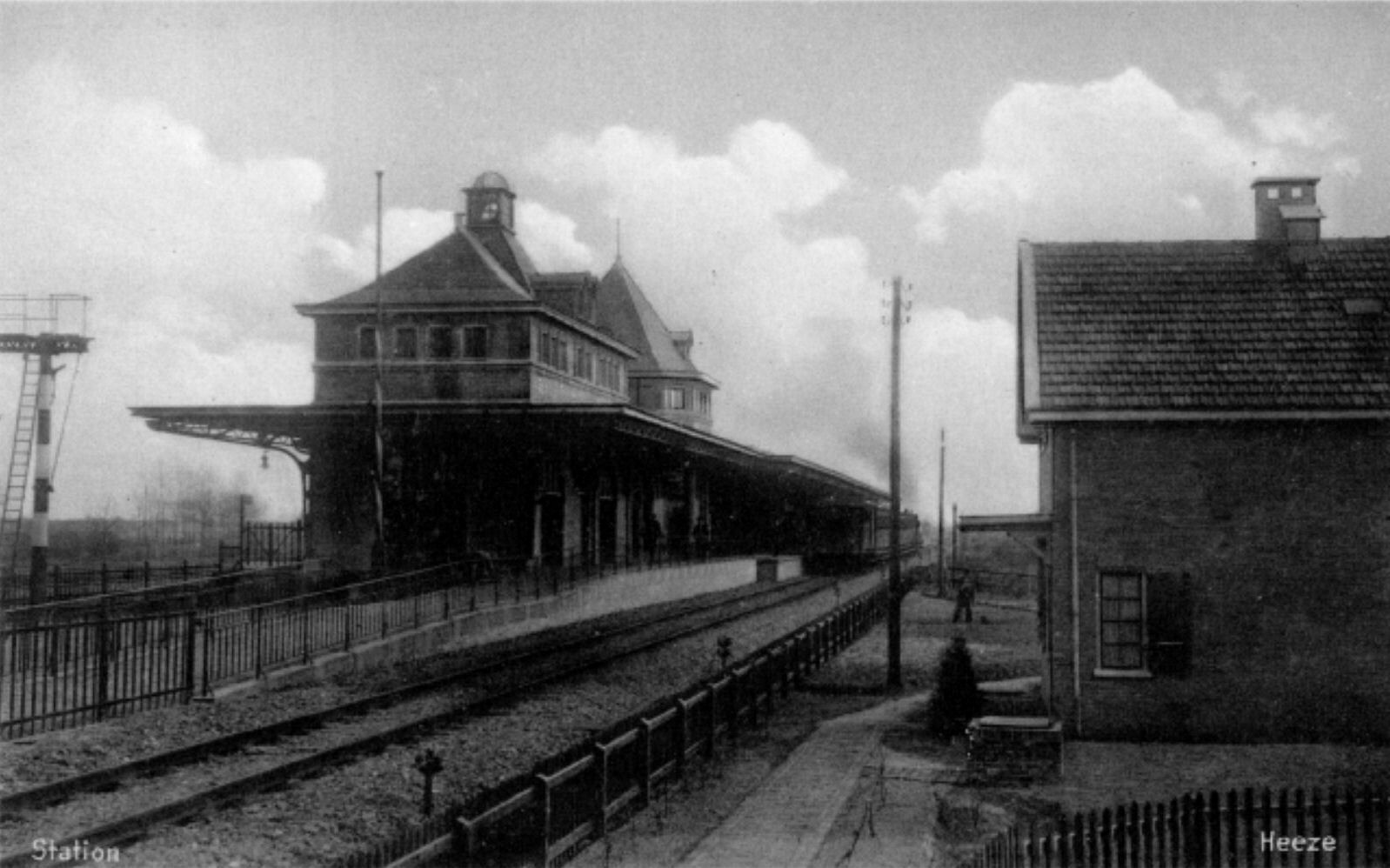
Station in de periode 1920-1930
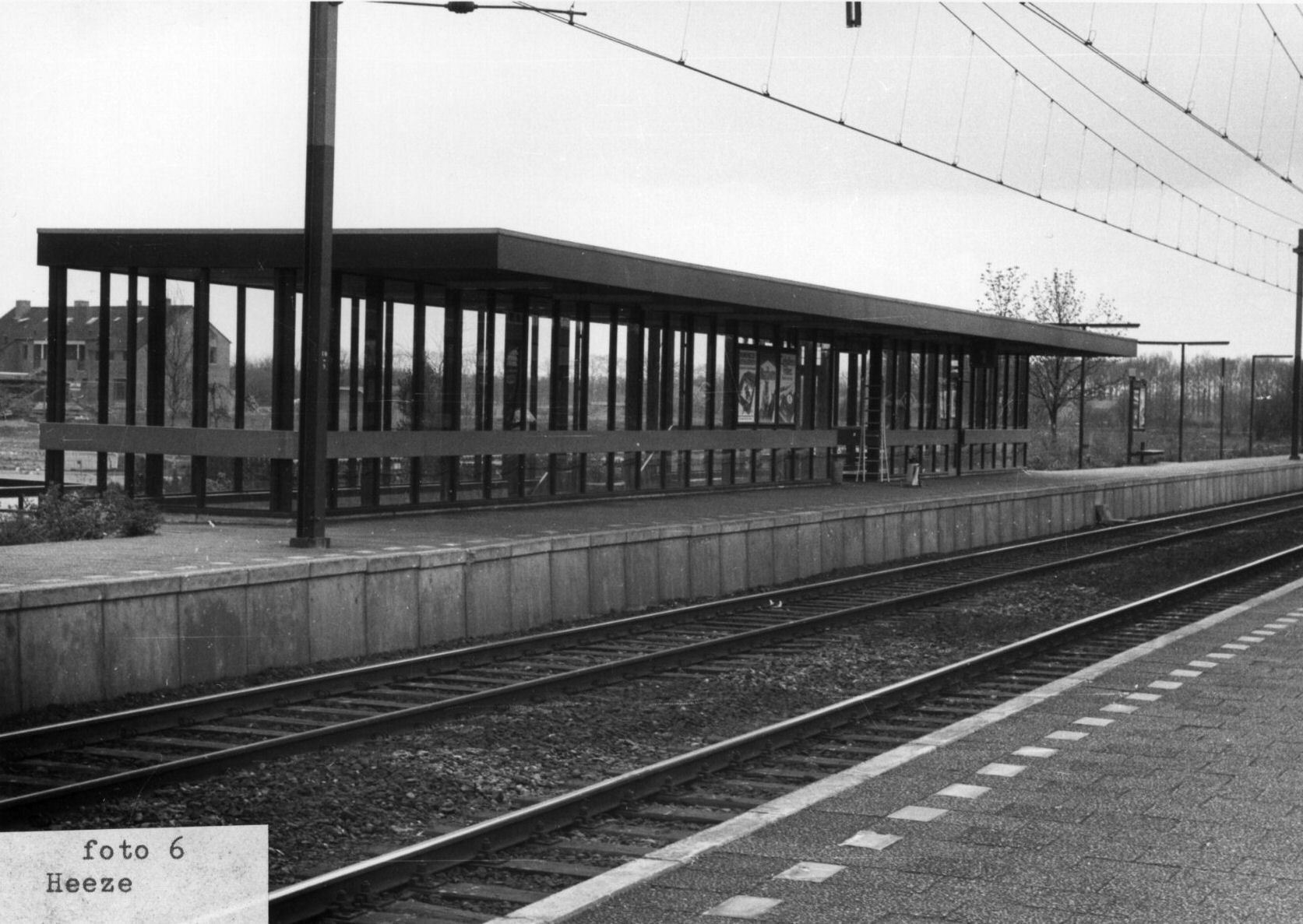
De perrons in de periode 1976-1978
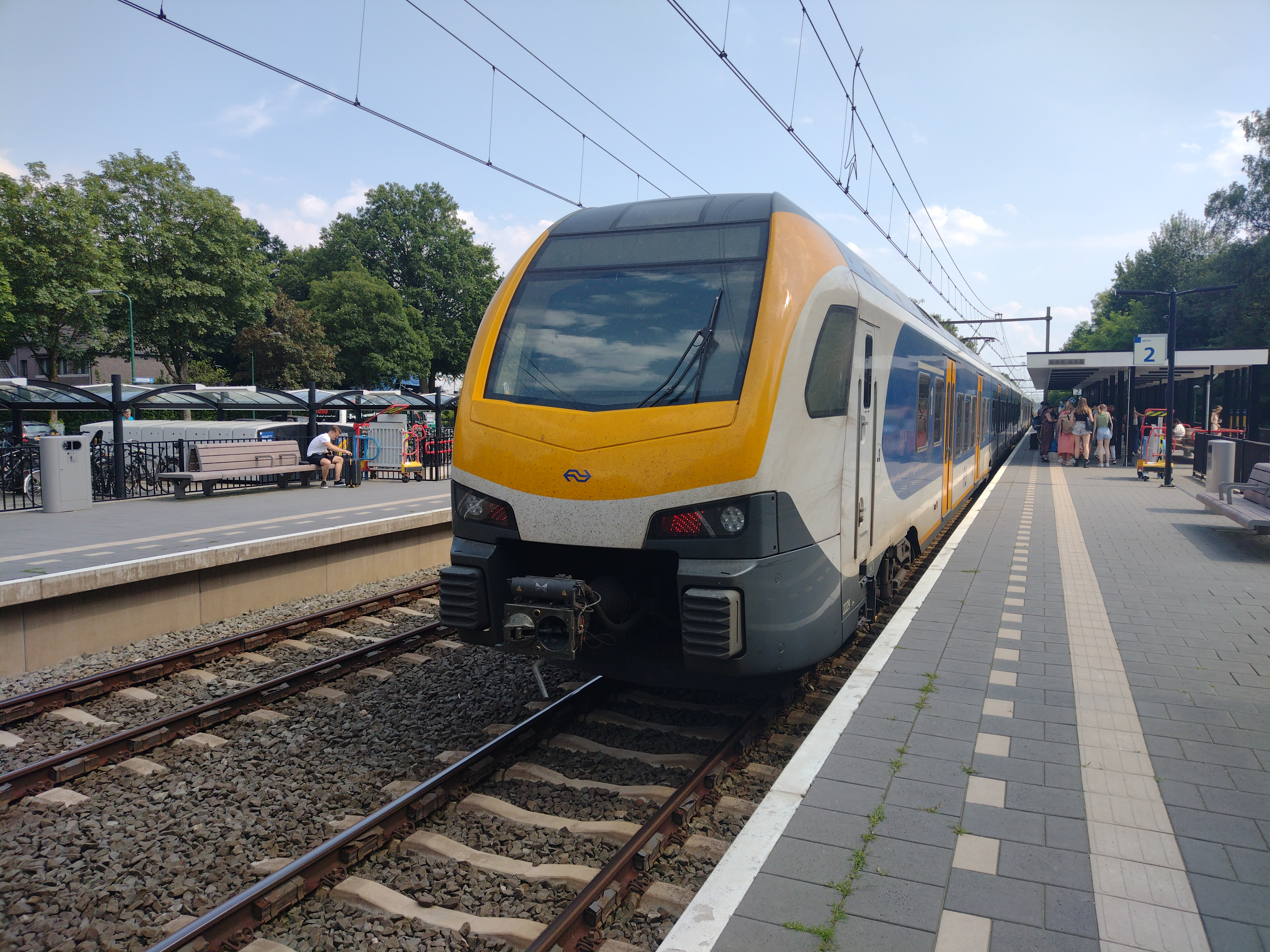
NS FLIRT op het station
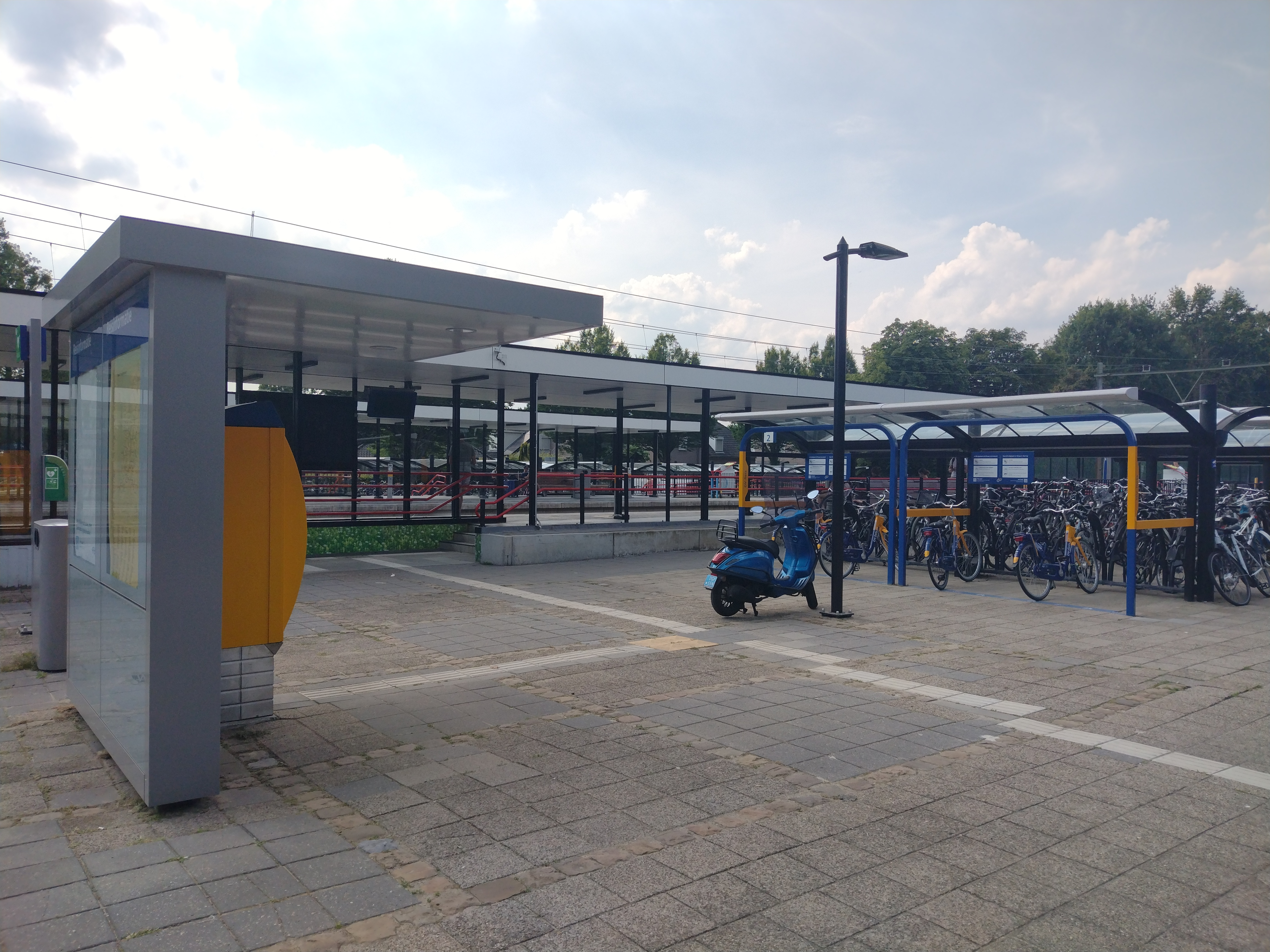
Kaartautomaat en fietsenstalling